# (If You're Not in It for Love) I'm Outta Here!
(If You're Not in It for Love) I'm Outta Here! è un singolo della cantante canadese Shania Twain, pubblicato nel 1995 ed estratto dall'album The Woman in Me.

## Tracce
- CD (Australia)

1. (If You're Not In It For Love) I'm Outta Here! (Mutt Lange Mix) — 4:21
2. (If You're Not In It For Love) I'm Outta Here! (Dance Mix) — 4:40
3. No One Needs To Know — 3:04

## Video
Il videoclip della canzone è stato diretto da Steven Goldmann e girato a New York.